# USN日志
USN日志（USN Journal）是NTFS的一个特性，全称Update Sequence Number Journal（更新序列号码日志），或称更改日志（Change Journal），它维护一个对卷已做更改的记录。注意不要与NTFS文件系统的日志设计混淆。
在Windows 2000发布时，微软提供了NTFS 3.0版，其中包含众多新的特性和改进。自Windows 2000起，可以设置在NTFS分区上跟踪该卷的文件和目录的更改，提供各种对象在何时、做了何种更改的记录。在该功能启用后，系统将在该卷的USN日志中记录对该卷的更改。
每个NTFS卷的日志维护并存储在名为$Extend\$UsnJrnl的NTFS元文件中。它最初会是一个空文件。每当对该卷进行更改时，一条记录就被添加到该文件。每条记录以一个64位元更新序列号码（简称USN）标识。更改日志中的每条记录都包含USN（即号码）、文件的名称，以及有关此更改的信息。
更改日志使用位元标志描述所关联的更改（例如USN_REASON_DATA_OVERWRITE），因此它并不包含与更改相关的所有数据或详细信息。因而，更改日志不能用于撤销NTFS中对文件的操作。

## 使用
Windows 8中引入的文件历史记录使用USN日志测定上次备份以来哪些文件已被更改，以便仅将已更改的文件添加到历史记录。
Everything桌面文件搜索程序也是利用USN日志来跟踪文件变动来实现在占用较少运行空间的情况快速搜索。